# Власюк Роман Вікторович
Роман Вікторович Власюк (30 вересня 1994, Славута, Хмельницька область, Україна — 31 серпня 2016, Богданівка, Волноваський район, Донецька область, Україна) — сержант Збройних сил України, учасник війни на сході України, командир відділення (30-та окрема механізована бригада).
Загинув від кульового поранення близько у бойовому зіткненні біля села Богданівка (Волноваський район, Донецька область).
По смерті залишились батьки і молодший брат.

## Нагороди
Указом Президента України № 23/2017 від 3 лютого 2017 року «за особисту мужність, виявлену у захисті державного суверенітету та територіальної цілісності України, самовіддане виконання військового обов'язку» нагороджений орденом «За мужність» III ступеня (посмертно).